# Горчаков, Борис Владимирович
Бори́с Влади́мирович Горчако́в (29 августа (10 сентября) 1889 — 31 декабря 1958) — офицер Русской императорской армии, участник Первой мировой войны, Георгиевский кавалер.

## Биография
Родился 29 августа 1889 года в семье потомственных дворян Кутаисской губернии. В 1908 году окончил Петровский Полтавский кадетский корпус, после чего поступил в Елисаветградское кавалерийское училище, из которого 6 августа 1910 года был выпущен корнетом (со старшинством с 6 августа 1909 года) в 16-й драгунский Тверской полк.
Служил в 1-м эскадроне, с 9 апреля 1913 года заведовал полковой нестроевой командой. 10 сентября 1913 года произведён в поручики (со старшинством с 6 августа 1913 года).
Участник Первой мировой и Гражданской войны. В 1915 году произведён в штабс-ротмистры (со старшинством с 19 июля 1915 года).
За отличия в годы Первой мировой войны награждён орденами: Святого Владимира 4-й степени с мечами и бантами (19 января 1915 года), Святого Станислава 3-й степени с мечами и бантом (15 апреля 1915 года), Святой Анны 4-й степени с надписью «За храбрость» (21 апреля 1915 года), Святой Анны 3-й степени с мечами и бантом (23 июня 1915 года), Святого Станислава 2-й степени с мечами (25 декабря 1916 года) и Святой Анны 2-й степени с мечами (1917 год).
Приказом Кавказскому фронту 27 марта 1918 года № 61 награждён орденом Святого Георгия 4-й степени:
За то, что 11-го июля 1915 года в бою у гор. Мелязгерт, получив приказание прикрыть левый фланг расположения пехоты выдвинулся вперед и обнаружив наступление неприятельского батальона, угрожавшего охватить фланг и отрезать путь отступления нашей пехоте, под сильным ружейным и пулеметным огнем в конном строю с эскадроном атаковал противника в лоб и, несмотря на полученную рану, сменив убитого под собой коня, опрокинул противника в р. Ефрат, чем обеспечил нашу пехоту от флангового удара. Потери эскадрона около 50 %, трофеи около 100 аскеров пленными и много оружия.
Закончил службу в чине полковника.
В эмиграции во Франции. В течение 30 лет работал экспедитором при Главном правлении Союза русских военных инвалидов. В 1950-е годы входил в состав суда чести Союза Георгиевских кавалеров, был членом правления Союза Георгиевских кавалеров (1955—1957). Монархист-легитимист. Публиковал воспоминания в журнале «Союз дворян» (1955).
Скончался в 1958 году в Париже. Был похоронен на кладбище в Исси-ле-Мулино, а в 1960 году — перезахоронен на кладбище Сент-Женевьев-де-Буа.